# ICUMSA
Az ICUMSA azaz International Commission for Uniform Methods of Sugar Analysis (ICUMSA), magyar nevén Cukorvizsgálatok Egységes Módszereinek Nemzetközi Bizottsága 1897-ben alapított szabványügyi szervezet, amely a cukor vizsgálatára vonatkozó laboratóriumi eljárásokat tesz közzé
Az ICUMSA a főbb cukorimportáló és -exportáló országok nemzeti bizottságaiból áll; a nemzeti bizottságokat az egyes országok kormánya jelöli ki. A szavazati jogokat az illető ország által az ülést megelőző két évben importált és exportált cukor mennyisége alapján osztják ki.
Az ICUMSA módszertani kézikönyve részletes utasításokat tartalmaz a nyerscukor, nádcukor, fehér cukor, cukorrépa, melasz és cukorkülönlegességek vizsgálatára. Ezek között találhatóak a szárazanyag-tartalom meghatározására szolgáló polarimetriás, sűrűségmérési és refraktometriás eljárások, színvizsgálatok, fémek jelenlétének vizsgálata. 